# Archidiecezja Montes Claros

Regional CNBB Leste 2.

Archidiecezja Montes Claros.

Archidiecezja Montes Claros (łac. Archidioecesis Montisclarensis) – archidiecezja Kościoła rzymskokatolickiego w Brazylii. Należy do metropolii Montes Claros wchodzi w skład regionu kościelnego Leste II. Została erygowana przez papieża Piusa X bullą Postulat sane w dniu 10 grudnia 1910.
25 kwietnia 2001 papież Jan Paweł II utworzył metropolię Montes Claros podnosząc diecezję do rangi archidiecezji.